# ثيودور كوفمان
ثيودور كوفمان (بالإنجليزية: Theodore Kaufmann)‏ هو مصور ورسام وفنان أمريكي، ولد في 18 ديسمبر 1814 في أويلتسن في ألمانيا، وتوفي في 1896 في نيويورك في الولايات المتحدة.